# Centrala hidroelectrică de la Novodnistrovsk
Centrala hidroelectrică de la Novodnistrovsk, de asemenea Centrala hidroelectrică de la Novodnestrovsk (în ucraineană Дністровська ГЕС) este o hidrocentrală amplasată în cursul superior al fluviului Nistru, lângă orașul Novodnistrovsk din regiunea Cernăuți, Ucraina.
Capacitatea totală instalată a centralei este de 702 megawați, producția anuală de energie electrică ajungând la 865 mln. Kw/oră. Ca urmare a construcției hidrocentralei, a fost format un lac de acumulare (principal), având scopul să asigure nivelul necesar de apă generatoarelor instalate. 

## Controverse

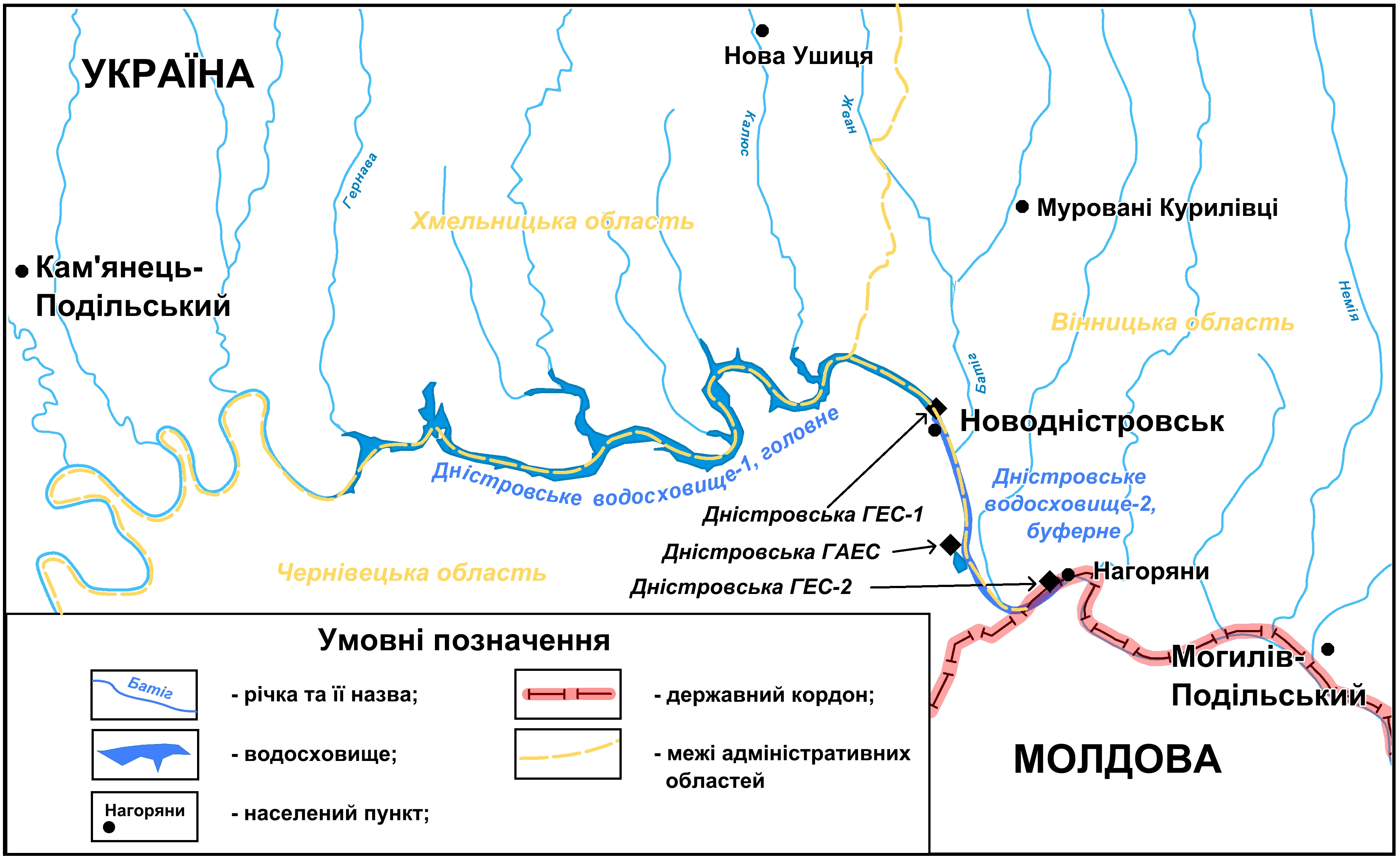
Complexul hidroelectric de pe Nistrul superior compus din 3 hidrocentrale, inclusiv cea de la Novodnistrovsk.

## Vezi și
- Complexul hidroelectric de pe Nistru

## Legături externe
- Anghelina Țăran. „Republica Moldova ar putea rămâne fără apă potabilă” 14.12.2015
- Savanții bat alarma: Moldova ar putea rămîne fără apă potabilă Noi.md. 10.12.2015